# امی بوچر

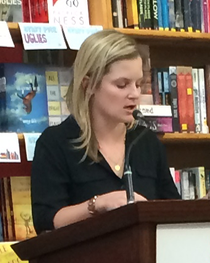

امی بوچر نویسنده و مقاله‌نویس آمریکایی است. خاطرات او، ساعات بازدید: خاطرات دوستی و قتل، در سال ۲۰۱۵ منتشر شد. دومین کتاب او، Mothertrucker، در سال ۲۰۲۲ از انتشارات ادبی Little A Books منتشر خواهد شد در اوت ۲۰۱۹، Makeready Films اعلام کرد که یک اقتباس سینمایی از Mothertrucker توسط جیل سولووی تهیه و کارگردانی خواهد شد و جولیان مور در آن نقش آفرینی خواهد کرد. در فوریه ۲۰۲۰، شورای هنرهای ایالتی اوهایو به بخش‌هایی از Mothertrucker جایزه تعالی فردی اعطا کرد.
بوچر در خارج از فیلادلفیا، پنسیلوانیا بزرگ شد و مدرک کارشناسی خود را از کالج گتیزبورگ و مدرک کارشناسی ارشد خود را از برنامه نویسندگی غیرداستانی دانشگاه آیووا دریافت کرد.